# John B. Goodman
John B. Goodman (Denver, 15 agosto 1901 – Los Angeles, 30 giugno 1991) è stato uno scenografo statunitense.

## Biografia
Ha preso parte a oltre 200 tra film e serie TV dal 1934 al 1968. Ha vinto l'Oscar alla migliore scenografia nell'ambito dei Premi Oscar 1944 per Il fantasma dell'opera, in condivisione con Alexander Golitzen, Russell A. Gausman e Ira S. Webb. Ha ricevuto la nomination ai Premi Oscar nella stessa categoria per altre tre volte: nel 1939, nel 1943 e nel 1945.

## Filmografia parziale
- Un vagabondo alla corte di Francia (If I Were King), regia di Frank Lloyd (1938)
- Gung Ho! ('Gung Ho!': The Story of Carlson's Makin Island Raiders), regia di Ray Enright (1943)
- California (Can't Help Singing), regia di Frank Ryan (1944)
- La nave della morte (Follow the Boys), regia di A. Edward Sutherland (1944)
- Bandito senza colpa (High Lonesome), regia di Alan Le May (1950)